# RCMS
RCMS（アールシーエムエス、リレーショナル・コンテンツ・マネージメント・システム）は、株式会社ディバータにより開発されたコンテンツ管理システム (CMS)。

## 歴史
- 2004年 - 株式会社ディバータで開発開始。当初は早稲田大学ラグビー蹴球部の公式サイトの制作から生まれた関係でラグビー部用のCMSだった。
- 2006年5月 - β版をリリース。

## 特徴
- 基本的にデータをDBで項目毎に管理する。また、それを自由に関連付けすることができる。
- 簡単にサイトを立ち上げることが可能。デザインはブログのようなCSSで設定する。
- スポーツ系のサイトなどに利用されることが多い。
- ラグビー、野球、サッカー、アメフトをはじめ様々な競技の試合結果を管理するモジュールが用意されている。

## 提供環境
- 無料版と有料版がある。
- SaaSで提供している。
- モジュールの追加、削除やテンプレート、CSS、画像のカスタマイズが可能。